# Будинок на вулиці Галицькій, 7 (Львів)
Будинок за адресою вулиця Галицька, 7 у Львові — багатоквартирний житловий чотириповерховий будинок з магазинним приміщенням на першому поверсі. У 1988 року кам'яниця включена до місцевого реєстру пам'яток під охоронним № 874. Розташований у південній забудові приринкового кварталу, обмеженого вулицями Галицькою, Староєврейською і Сербською.

## Історія
Місцевість де зараз стоїть будинок, була забудована ще у XVI столітті. З 1620–1638 роки будинок належав Еразмові Сиксту, в період 1639–1646 років кам'яниця носила назву Брикадчівська, а з 1647 року Альтемаєрівська, в честь власника Яна Альтемаєра. У 1766 році власником будинку став римо-католицький духівник Стефан Мікульський, який хотів відбудувати будинок, так як той був уже в аварійному стані, та через поганий стан здоров'я до будівництва нового будинку не береться, і у 1782 році будинок має нового власника Олександра Житкевича. Після Житкевича будинок перейшов у власність до Івана Зарицького, який 1785 року продав ділянку з аварійними будинками кам'яниці Альтемаєрівської і камяниці «Башти» українцеві Іванові Бачинському. Руїну сусіднього будинку Бачинський продав вірменину Андрієві Андзуловському, а на руїнах кам'яниці Альтемаєрівська, вже того року починає зводити новий будинок за проектом архітектора Антона Косинського. У ХІХ столітті проводяться невеликі ремонти, а на початку 1880-х архітектор Якуб-Соломон Крох, проводить реконструкцію даху з заміною ґонтового на бляшаний. У 1895 влаштовано магазинні вітрини, а 1909 мулярський майстер Антон Данішевський, облаштував нові сходи.
Станом на 1910 рік у будинку проживали:
- Леон Кіч — приватний підприємець;
- Давід Зельцер — торговий представник;
- Маркус Цімерман — посередник;
- Лаура Марґошес — вдова.

На першому поверсі містились:
- крамниця «Жіноча білизна» Маєра Майснера;
- крамниця «Модний чоловічий одяг» Мойсея-Макса Берґера;
- ювелірна майстерня Ґетцеля Бардаха.

Потім до приходу радянської влади тут були бакалійні товари Ожмінського, магазин одягу Шнека та фабрика хутра Вільчека. За радянських часів тут був магазин спорт товарів «Олімп», а у 2012 крамниця біжутерії «Монпасьє».

## Архітектура
Чотириповерховий будинок, тинькований, перший поверх мурований з тесаного каменю, інші поверхи з цегли. Головний вхід у будинок зміщений вправо, між вхідним порталом та входом до крамниці в горі збережена невелика ніша з кам'яним обрамуванням. Фасад будинку декорований вертикальним лізенами з горизонтальними тягами, які утворюють прямокутні ніші в яких розміщені вікна. Вікна з простим обрамуванням. Над вікнами четвертого поверху, горищні невеликі вікна. Завершений будинок карнизом.